# 仁藤敦史
仁藤 敦史（にとう あつし、1960年 - ）は、日本の歴史学者。専門は古代史。国立歴史民俗博物館名誉教授。

## 来歴
静岡県生まれ。1978年、静岡県立静岡高等学校卒業。1982年、早稲田大学第一文学部日本史学専攻卒業。1989年、同大学院文学研究科博士後期課程史学（日本史）専攻満期退学。1998年、「古代王権と都城」で早稲田大学より文学博士の学位を取得。同大助手、国立歴史民俗博物館研究部助教授を経て、同教授。総合研究大学院大学文化科学研究科教授併任。国立歴史民俗博物館名誉教授。

## 著書
- 古代王権と都城 吉川弘文館 1998.2 ISBN　9784642023245
- 古代王権と官僚制 臨川書店 2000.5
- 女帝の世紀 皇位継承と政争 角川選書 2006.3
- 卑弥呼と台与 倭国の女王たち 山川出版社 2009.10 日本史リブレット
- 都はなぜ移るのか 遷都の古代史  吉川弘文館 2011.12 歴史文化ライブラリー333　ISBN　9784642057332
- 古代王権と支配構造  吉川弘文館、2012.2　ISBN　	9784642024907
- 藤原仲麻呂 古代王権を動かした異能の政治家 中公新書 2021.6　ISBN　978-4-12-102648-4
- 東アジアからみた「大化改新」 吉川弘文館 2022.8 歴史文化ライブラリー555　ISBN　9784642059558
- 古代王権と東アジア世界  吉川弘文館 2024.2　ISBN　9784642046800
- 加耶／任那―古代朝鮮に倭の拠点はあったか  中公新書 2024.10

## 共編著
- 卑弥呼の「戦争と平和」 「魏志倭人伝」を読む 佐原真共著　歴史民俗博物館振興会 1997.12 歴博ブックレット
- ものが語る歴史 よみがえる漢王朝 企画展示 西谷大共編著 歴史民俗博物館振興会 1999.7 おもしろ発見歴博シリーズ
- 日本史諸家系図人名辞典　小和田哲男,菅原正子共編 講談社, 2003.11
- 歴史と文学のあいだ 総研大日本歴史研究専攻 2006.3 歴史研究の最前線
- 支配の古代史 広瀬和雄共編 学生社, 2008.3